# Rozmowy kontrolowane
Pour plus de détails, voir Fiche technique et Distribution.
Rozmowy Kontrolowane (Conversations contrôlées) est un film polonais de Sylwester Chęciński sorti en salles le 13 décembre 1991.

## Synopsis
En décembre 1981 Ryszard Ochódzki, le président du club de sport Tęcza (arc-en-ciel) reçoit une mission de la part de son ami Zygmunt Molibden, un colonel de service de sécurité. En effet, ce dernier lui demande de pénétrer les structures du syndicat Solidarność à Suwałki. Ochódzki ne peut pas refuser pour deux raisons: il est l'acolyte de Molibden dans des affaires illégales telles que le commerce clandestin ou la contrebande de plus le colonel l'a pris en flagrant délit avec sa femme.
Équipé de la carte de Solidarność il part pour Suwałki, sur place il apprend que la la loi martiale a été proclamée. Après avoir provoqué un accident de voiture, Ochódzki abandonne sa Mercedes et retourne à Varsovie avec une Syrena empruntée. Contrôlée par l'armée populaire polonaise qui trouve de la presse clandestine dans le coffre de la voiture il pend la fuite. Par hasard il met hors d'usage un char et devient un héros de la résistance. Recherché par le service de sécurité il reçoit l'offre de fuir en Suède déguisé en femme.

## Fiche technique
- Titre original : Rozmowy Kontrolowane
- Réalisation : Sylwester Chęciński
- Scénario : Stanisław Tym
- Musique : Jerzy Matuszkiewicz
- Photographie : Jerzy Stawicki
- Montage : Krzysztof Osiecki
- Décors : Andrzej Kowalczyk
- Costumes: Małgorzata Obłoza
- Société de production : Studio Filmowe Zodiak
- Pays d'origine :  Pologne
- Langues originales : polonais
- Genre : Comédie
- Format : couleur  - son mono
- Durée : 99 minutes
- Dates de sortie : 13 décembre 1991

## Distribution
- Stanisław Tym – Ryszard Ochódzki
- Irena Kwiatkowska – la tante Lusia
- Alina Janowska – Halina Należyty, une amie de tante Lusia
- Krzysztof Kowalewski – Zygmunt Molibden, le colonel de service de sécurité
- Jerzy Bończak – Morwa
- Marian Opania – Zenon Zambik, le général de service de sécurité
- Jerzy Turek – Wacław Jarząbek (Jerzy Lebioda)
- Bożena Dykiel – Kokoszka
- Zofia Merle – Maria Wafel
- Małgorzata Ostrowska – Beata Molibden
- Artur Barciś – le lieutenant de milice de Suwałki
- Maciej Damięcki – le militant de Solidarność qui cache Ochódzki
- Antonina Girycz – la femme  de Jarząbek
- Ryszard Kotys – le milicien de la cabine téléphonique
- Gustaw Lutkiewicz – un paysan
- Wiesława Mazurkiewicz – une connaissance de tante Lusia
- Leon Niemczyk – camarade secrétaire au réveillon de nouvel an
- Paweł Nowisz – membre de la patrouille de milice
- Barbara Rachwalska – la tante de Jarząbek
- Sylwia Wysocka – Lucynka
- Joanna Żółkowska – Jola, la militante de Solidarność qui cache Ochódzki
- Leonard Andrzejewski – le général prononçant son discours à la télévision
- Barbara Babilińska – la Suédoise
- Andrzej Butruk – le soldat qui arrête la Suédoise à l'aéroport
- Wojciech Dąbrowski – Kamolak
- Jerzy Dominik – le Suédois à l'aéroport
- Ireneusz Dydliński – le milicien surveillant les chambres à l'hotel  "Kasprowy" à Zakopane
- Grzegorz Grzywacz – le fils du paysan
- Sławomir Holland – le milicien patrouillant les rues
- Ryszard Jabłoński – l'ouvrier dans la baraque
- Jerzy Januszewicz – le gardien Wacek
- Artur Kaczmarski – le fils du paysan
- Zbigniew Korepta – l'homme qui lit la Tribune du Peuple
- Joachim Lamża – le soldat patrouillant les rues
- Lidia Lenarczyk – la mère de Waluś
- Juliusz Lubicz-Lisowski – une connaissance de tante Lusia
- Borys Marynowski – une connaissance de Molibden surveillant les chambres à l'hotel "Kasprowy" à Zakopane
- Maria Mamona – femme de ménage au poste de milice
- Kazimierz Mazur – le soldat patrouillant les rues
- Sylwester Maciejewski – l'ouvrier dans la baraque
- Jerzy Zygmunt Nowak – le paysan, grand-père d'Agnieszka
- Cezary Pazura – milicien controlant le bus avec les sportifs
- Ryszard Pracz – membre de la patrouille de milice
- Jerzy Próchnicki – le militaire qui sort les poubelles
- Mariusz Saniternik – l'ouvrier dans la baraque
- Adam Siemion – Maciek, le fils de militants de Solidarność
- Karina Szafrańska – la sécretaire de Molibden
- Tadeusz Szymków – lieutenant de service de sécurité Nogałka
- Grażyna Wolszczak – Grażyna Chochoł, la journaliste
- Magdalena Wójcik – Agnieszka, la fille au village
- Bożena Wróbel – la maquilleuse Żaneta
- Barbara Zielińska – Alicja Zambik
- Marek Bartkowicz – le soldat fouillant la voiture d'Ochódzki
- Piotr Gąsowski – l'homme qui change une roue dans la Fiat 126
- Jan Mayzel – l'homme qui change une roue dans la Fiat 126